# Grandview (condado de Jones, Dakota del Sur)
Grandview es un territorio no organizado ubicado en el condado de Jones en el estado estadounidense de Dakota del Sur. En el Censo de 2010 tenía una población de 38 habitantes y una densidad poblacional de 0,52 personas por km².

## Geografía
Grandview se encuentra ubicado en las coordenadas 43°52′18″N 101°0′49″O / 43.87167, -101.01361. Según la Oficina del Censo de los Estados Unidos, Grandview tiene una superficie total de 73.34 km², de la cual 73.17 km² corresponden a tierra firme y (0.22%) 0.16 km² es agua.

## Demografía
Según el censo de 2010, había 38 personas residiendo en Grandview. La densidad de población era de 0,52 hab./km². De los 38 habitantes, Grandview estaba compuesto por el 89.47% blancos, el 0% eran afroamericanos, el 0% eran amerindios, el 0% eran asiáticos, el 0% eran isleños del Pacífico, el 0% eran de otras razas y el 10.53% pertenecían a dos o más razas. Del total de la población el 23.68% eran hispanos o latinos de cualquier raza.